# Bellova Ves
Bellova Ves este o comună slovacă, aflată în districtul Dunajská Streda din regiunea Trnava. Localitatea se află la altitudinea de 119 m deasupra n.m., se întinde pe o suprafață de 6,93 km2 și în 2017 număra 286 de locuitori.

## Istoric
Localitatea Bellova Ves este atestată documentar din 1923.

## Demografie
| An:                | 1994 | 2004    | 2014    | 2024    |
| ------------------ | ---- | ------- | ------- | ------- |
| Număr de persoane: | 165  | 184     | 255     | 365     |
| Diferență:         |      | +11,51% | +38,58% | +43,13% |

| An:                | 2023 | 2024   |
| ------------------ | ---- | ------ |
| Număr de persoane: | 358  | 365    |
| Diferență:         |      | +1,95% |